# ولایت سرخان‌دریا
ولایت سُرخان‌دَریا (به ازبکی: Surxondaryo viloyati) , (به روسی: Сурхондарё вилояти) یکی از ولایت‌های کشور ازبکستان است.
این ولایت یکی از مهم‌ترین مناطق تاجیک‌نشین و از مناطق فارسی‌زبان ازبکستان محسوب می‌شود.

## جغرافیا
وسعت آن ۲۰٬۸۰۰ کیلومتر مربع و جمعیت آن ۱٬۸۸۲٬۵۰۰ تن است.
نام تاریخی این منطقه چَغانیان می‌باشد.

## تاریخچه
ولایت سرخان‌دریا در کنار سمرقند و بخارا از مناطق مورد مناقشه میان ازبکستان و تاجیکستان بوده و هست. در زمان تشکیل جمهوری‌های خودمختار شوروی، مسکو به عنوان داور کل به همهٔ ادعاها و ضدادعاهای هر دو سو گوش داد و روز سوم فوریهٔ سال ۱۹۳۰ حکم خود را صادر کرد. این حکم پیوستن سمرقند و بخارا به تاجیکستان را مردود می‌دانست و چرایی آن را توضیح نمی‌داد. اما قرار بود انتقال ولایت سرخان‌دریای ازبکستان به تاجیکستان در عرض دو ماه انجام بگیرد.
ازبکستان حاضر نبود این باخت خود را بپذیرد. تاشکند بی‌درنگ به این تصمیم مسکو اعتراض کرد. بابشکو و کلاینر، از رهبران ازبکستان (با اصالت اسلاوی و آلمانی) از مسکو خواستند که در نهایی‌کردن قطعنامهٔ خود شتاب نکند و مدعی شدند که هنگام اتخاذ تصمیم به «داده‌ها دربارهٔ ترکیب ملی و سمت‌گیری اقتصادی حوزهٔ سرخان‌دریا» توجه لازم مبذول نشده‌است.
مسکو از خود انعطافی فوق‌العاده بروز داد و روز ۱۳ فوریهٔ سال ۱۹۳۰ روی تصمیم ده روز پیش خود خط بطلان کشید و سرخان‌دریا را در قلمرو ازبکستان حفظ کرد.

## شهرها
| - ترمذ - شیرآباد - آزادبخارا - اولاد - اوزیکن - اسانه - آرال - انگور - اندیژان - اناربولاق | - الیاچپان - الاچپان - الاتمیر - آق‌تپه - آق‌سو - آق‌قاپچیقای - آخوندبابایف - آبوز - آلتی‌اول - آگالیک |  |

## شهرستان‌ها

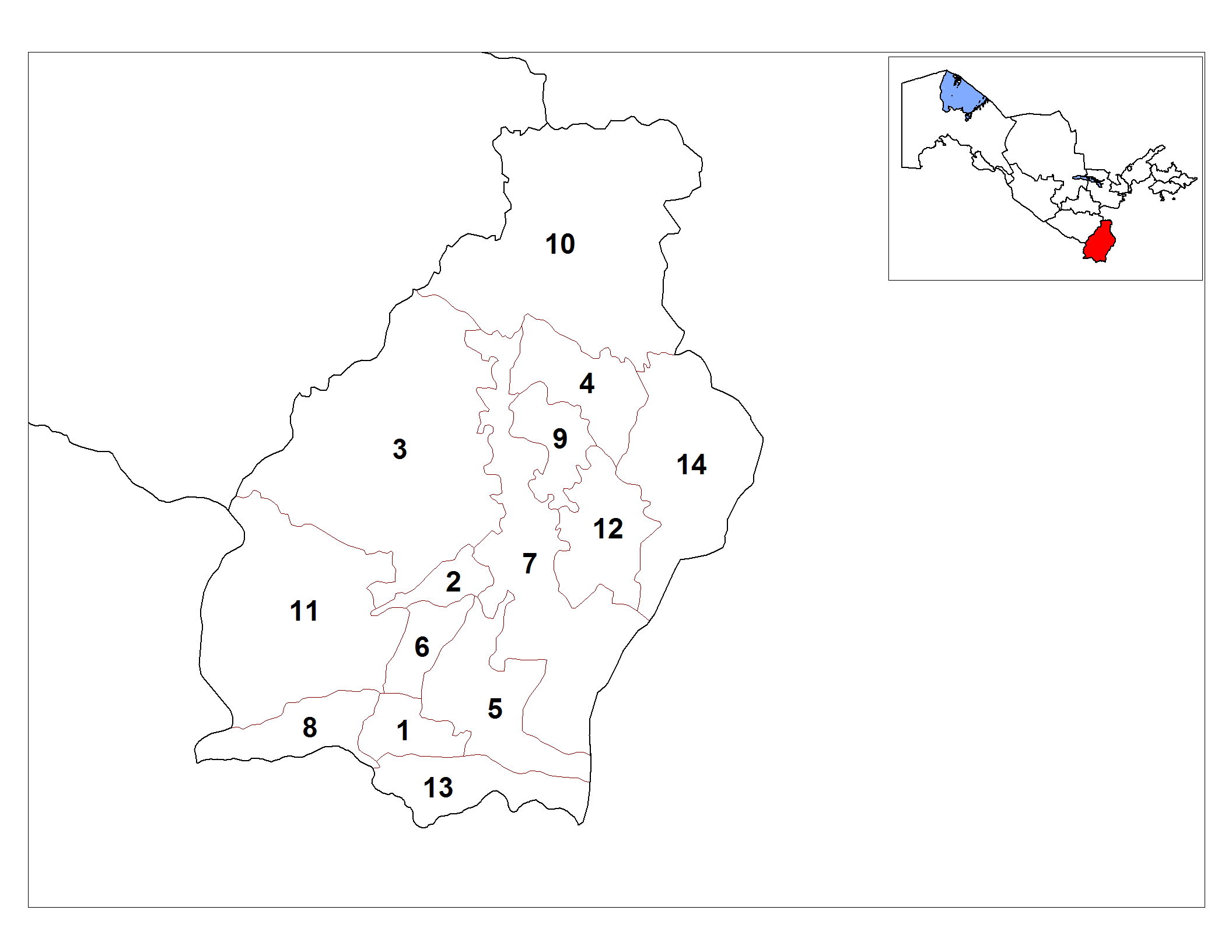

شهرستان‌های ولایت سمرقند∗:
| 1. شهرستان انگور 2. شهرستان بندیخان 3. شهرستان بایسون 4. شهرستان دینوف 5. شهرستان جرقرغان 6. شهرستان قزیریق 7. شهرستان قوم‌قورغان 8. شهرستان مُزرآباد | 1. شهرستان آلتین‌سای 2. شهرستان ساری‌آسیا 3. شهرستان شیرآباد 4. شهرستان شورچی 5. شهرستان ترمذ 6. شهرستان شرگون 7. شهرستان پخته‌چی |  |